# Rachel Watson
Rachel Watson, född 17 oktober 1991 i Perth, är en australisk skådespelare känd för sin roll som "Tayla" i den andra säsongen av den australiska barn tv-serien Pyjamasklubben.